# Aporophyla cyrenaica
Aporophyla cyrenaica är en fjärilsart som beskrevs av Turati 1922. Aporophyla cyrenaica ingår i släktet Aporophyla och familjen nattflyn. Inga underarter finns listade i Catalogue of Life.